# كليمان آدر

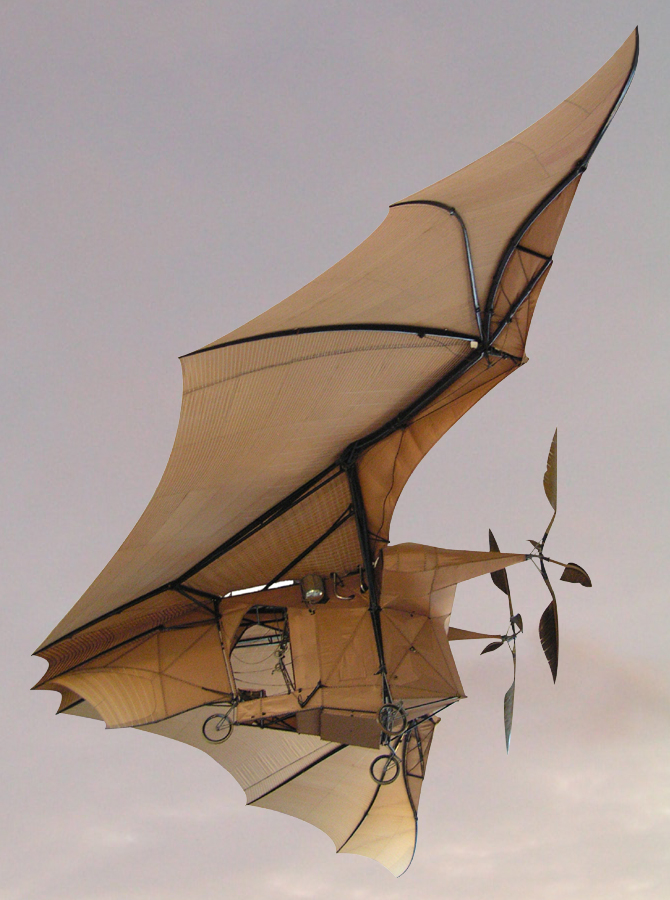
طائرة Avion III

كليمان آدر (بالفرنسية: Clément Ader) (ولد 2 أبريل 1841 - توفي 5 مارس 1925) هو مهندس فرنسي بارز، كان له عمل ريادي في مجال الطيران حيث جعلته اختراعاته أبا ً للطيران. وقد كان لآدر العديد من الابتكارات حيث طوّر هاتف ألكسندر غراهام بيل وأنشأ أول شبكة هواتف في باريس عام 1880. وكانت له ابتكارات أخرى في مجال الهندسة الكهربائية والميكانيكية.
لكن أبرز إنجازاته كليمان آدر كانت قيامه في 9 أكتوبر 1890 بأول محاولة ناجحة للطيران ذاتي الدفع مستخدما ً طائرة ابتكرها على شكل خفاش، وقد كانت طائرته تعمل بقوة تستمدها من محرك بخاري خفيف اخترعه هو أيضا ً. وقد حلق آدر بطائرته في ذلك اليوم مسافة 160 قدما ً (نحو 50 متراً). وبذلك يكون كليمان آدر قد سبق طيران الأخوين رايت بثلاث عشرة سنة. أطلق آدر على طائرته اسم إييول Éole نسبة إلى عولُس Aeolus إله الريح عند الإغريق.
قام في وقت لاحق بتطوير طائرة أخرى سماها Avion II لكنه سرعان ما تركها قبل إتمامها ليطور طائرة Avion III بتمويل من مكتب الحرب الفرنسي، لكن المكتب عاد وأوقف التمويل بعد فشل محاولة الطيران بطائرة Avion III.
بعض المؤرخين يشككون في ريادية آدر لأن محاولاته للطيران انتهت بالتحطم، كما اتهم البعض آدر بالمبالغة حول النتائج التي حققها.

## روابط خارجية
- كليمان آدر على موقع الموسوعة البريطانية (الإنجليزية)